# Bob-Weltcup 2011/12
Der Bob-Weltcup 2011/12 begann am 2. Dezember 2011 in Innsbruck/Igls und endete am 11. Februar 2012 in Calgary. Der Höhepunkt der Saison waren die Bob-Weltmeisterschaften 2012 in Lake Placid. Die Saison wurde in acht Weltcuprennen und der Bob-Europameisterschaft 2012 parallel zum Skeleton-Weltcup 2011/2012 ausgetragen.

## Weltcupkalender
| #  | Datum                 | Land               | Ort            | Wettkampfstätte                         | 2er F | 2er M | 4er |
| -- | --------------------- | ------------------ | -------------- | --------------------------------------- | ----- | ----- | --- |
| 1  | 2.–4. Dezember 2011   | Österreich         | Innsbruck-Igls | Olympia Eiskanal Innsbruck-Igls         | ●     | ●     | ●   |
| 2  | 9.–11. Dezember 2011  | Frankreich         | La Plagne      | Piste de La Plagne                      | ●     | ●     | ●   |
| 3  | 16.–18. Dezember 2011 | Deutschland        | Winterberg     | Bobbahn Winterberg Hochsauerland        | ●     | ●     | ●   |
| 4  | 6.–8. Januar 2012     | Deutschland        | Altenberg 1    | Rennschlitten- und Bobbahn Altenberg    | ●     | ●     | ●   |
| 5  | 13.–15. Januar 2012   | Deutschland        | Königssee      | Kunsteisbahn Königssee                  | ●     | ●     | ●   |
| 6  | 20.–22. Januar 2012   | Schweiz            | St. Moritz     | Olympia Bob Run St. Moritz–Celerina     | ●     | ●     | ●   |
| 7  | 2.–4. Februar 2012    | Kanada             | Whistler       | Whistler Sliding Centre                 | ●     | ●     | ●   |
| 8  | 9.–11. Februar 2012   | Kanada             | Calgary        | Calgary’s WinSport Bobsleigh/Luge Track | ●     | ●     | ●   |
| WM | 13.–26. Februar 2012  | Vereinigte Staaten | Lake Placid    | Olympia-Bobbahn Mount Van Hoevenberg    | ●     | ●     | ●   |

## Einzelergebnisse der Weltcupsaison 2011/12
| 1. Weltcup in Innsbruck-Igls, 2. Dezember 2011 – 4. Dezember 2011 | 1. Weltcup in Innsbruck-Igls, 2. Dezember 2011 – 4. Dezember 2011         | 1. Weltcup in Innsbruck-Igls, 2. Dezember 2011 – 4. Dezember 2011              | 1. Weltcup in Innsbruck-Igls, 2. Dezember 2011 – 4. Dezember 2011      |
| ----------------------------------------------------------------- | ------------------------------------------------------------------------- | ------------------------------------------------------------------------------ | ---------------------------------------------------------------------- |
| Disziplin                                                         | Erster Platz                                                              | Zweiter Platz                                                                  | Dritter Platz                                                          |
| Zweierbob Damen                                                   | Anja Schneiderheinze Lisette Thöne                                        | Sandra Kiriasis Petra Lammert                                                  | Elana Meyers Katie Eberling Christina Hengster Inga Versen             |
| Zweierbob Herren                                                  | Beat Hefti Thomas Lamparter                                               | Thomas Florschütz Kevin Kuske                                                  | Steven Holcomb Justin Olsen                                            |
| Viererbob Herren                                                  | RusslandAlexander Subkow Filipp Jegorow Dmitri Trunenkow Nikolai Chrenkow | Vereinigte StaatenSteven Holcomb Justin Olsen Steven Langton Curtis Tomasevicz | DeutschlandThomas Florschütz Martin Rostig Kevin Kuske Thomas Blaschek |

| 2. Weltcup in La Plagne, 9. Dezember 2011 – 11. Dezember 2011 | 2. Weltcup in La Plagne, 9. Dezember 2011 – 11. Dezember 2011          | 2. Weltcup in La Plagne, 9. Dezember 2011 – 11. Dezember 2011   | 2. Weltcup in La Plagne, 9. Dezember 2011 – 11. Dezember 2011          |
| ------------------------------------------------------------- | ---------------------------------------------------------------------- | --------------------------------------------------------------- | ---------------------------------------------------------------------- |
| Disziplin                                                     | Erster Platz                                                           | Zweiter Platz                                                   | Dritter Platz                                                          |
| Zweierbob Damen                                               | Kaillie Humphries Emily Baadsvik                                       | Cathleen Martini Janine Tischer                                 | Fabienne Meyer Hanne Schenk                                            |
| Zweierbob Herren                                              | Thomas Florschütz Kevin Kuske                                          | Steven Holcomb Steven Langton                                   | Beat Hefti Thomas Lamparter                                            |
| Viererbob Herren                                              | DeutschlandManuel Machata Florian Becke Andreas Bredau Christian Poser | DeutschlandMaximilian Arndt René Tiefert Jan Speer Martin Putze | DeutschlandThomas Florschütz Gino Gerhardi Kevin Kuske Thomas Blaschek |

| 3. Weltcup in Winterberg, 16. Dezember 2011 – 18. Dezember 2011 | 3. Weltcup in Winterberg, 16. Dezember 2011 – 18. Dezember 2011        | 3. Weltcup in Winterberg, 16. Dezember 2011 – 18. Dezember 2011           | 3. Weltcup in Winterberg, 16. Dezember 2011 – 18. Dezember 2011    |
| --------------------------------------------------------------- | ---------------------------------------------------------------------- | ------------------------------------------------------------------------- | ------------------------------------------------------------------ |
| Disziplin                                                       | Erster Platz                                                           | Zweiter Platz                                                             | Dritter Platz                                                      |
| Zweierbob Damen                                                 | Cathleen Martini Janine Tischer                                        | Anja Schneiderheinze Lisette Thöne                                        | Fabienne Meyer Hanne Schenk                                        |
| Zweierbob Herren                                                | Thomas Florschütz Kevin Kuske                                          | Beat Hefti Thomas Lamparter                                               | Daumants Dreiškens Oskars Melbārdis                                |
| Viererbob Herren                                                | DeutschlandThomas Florschütz Gino Gerhardi Kevin Kuske Thomas Blaschek | RusslandAlexander Subkow Filipp Jegorow Dmitri Trunenkow Nikolai Chrenkow | LettlandOskars Melbārdis Hevijs Lūsis Arvis Vilkaste Jānis Strenga |

| 4. Weltcup und Europameisterschaft in Altenberg, 6. Januar 2012 – 8. Januar 2012 | 4. Weltcup und Europameisterschaft in Altenberg, 6. Januar 2012 – 8. Januar 2012 | 4. Weltcup und Europameisterschaft in Altenberg, 6. Januar 2012 – 8. Januar 2012 | 4. Weltcup und Europameisterschaft in Altenberg, 6. Januar 2012 – 8. Januar 2012 |
| -------------------------------------------------------------------------------- | -------------------------------------------------------------------------------- | -------------------------------------------------------------------------------- | -------------------------------------------------------------------------------- |
| Disziplin                                                                        | Erster Platz                                                                     | Zweiter Platz                                                                    | Dritter Platz                                                                    |
| Zweierbob Damen                                                                  | Cathleen Martini Janine Tischer                                                  | Sandra Kiriasis Petra Lammert                                                    | Fabienne Meyer Hanne Schenk                                                      |
| Zweierbob Herren                                                                 | Thomas Florschütz Kevin Kuske                                                    | Maximilian Arndt Marko Huebenbecker                                              | Beat Hefti Thomas Lamparter                                                      |
| Viererbob Herren                                                                 | DeutschlandMaximilian Arndt Martin Putze Alexander Rödiger Marko Hübenbecker     | RusslandAlexander Subkow Filipp Jegorow Dmitri Trunenkow Nikolai Chrenkow        | DeutschlandThomas Florschütz Ronny Listner Kevin Kuske Thomas Blaschek           |

| 5. Weltcup in Königssee, 13. Januar 2012 – 15. Januar 2012 | 5. Weltcup in Königssee, 13. Januar 2012 – 15. Januar 2012                | 5. Weltcup in Königssee, 13. Januar 2012 – 15. Januar 2012                 | 5. Weltcup in Königssee, 13. Januar 2012 – 15. Januar 2012           |
| ---------------------------------------------------------- | ------------------------------------------------------------------------- | -------------------------------------------------------------------------- | -------------------------------------------------------------------- |
| Disziplin                                                  | Erster Platz                                                              | Zweiter Platz                                                              | Dritter Platz                                                        |
| Zweierbob Damen                                            | Cathleen Martini Berit Wiacker                                            | Kaillie Humphries Emily Baadsvik Fabienne Meyer Hanne Schenk               |                                                                      |
| Zweierbob Herren                                           | Beat Hefti Thomas Lamparter                                               | Lyndon Rush Jesse Lumsden                                                  | Manuel Machata Andreas Bredau                                        |
| Viererbob Herren                                           | RusslandAlexander Subkow Filipp Jegorow Dmitri Trunenkow Maxim Mokroussow | DeutschlandManuel Machata Marko Hübenbecker Andreas Bredau Christian Poser | DeutschlandMaximilian Arndt Jan Speer Alexander Rödiger Martin Putze |

| 6. Weltcup in St. Moritz, 20. Januar 2012 – 22. Januar 2012 | 6. Weltcup in St. Moritz, 20. Januar 2012 – 22. Januar 2012          | 6. Weltcup in St. Moritz, 20. Januar 2012 – 22. Januar 2012                | 6. Weltcup in St. Moritz, 20. Januar 2012 – 22. Januar 2012           |
| ----------------------------------------------------------- | -------------------------------------------------------------------- | -------------------------------------------------------------------------- | --------------------------------------------------------------------- |
| Disziplin                                                   | Erster Platz                                                         | Zweiter Platz                                                              | Dritter Platz                                                         |
| Zweierbob Damen                                             | Anja Schneiderheinze Lisette Thöne                                   | Cathleen Martini Janine Tischer                                            | Sandra Kiriasis Franziska Bertels                                     |
| Zweierbob Herren                                            | Maximilian Arndt Marko Huebenbecker                                  | Beat Hefti Thomas Lamparter                                                | Manuel Machata Andreas Bredau                                         |
| Viererbob Herren                                            | DeutschlandMaximilian Arndt Jan Speer Alexander Rödiger Martin Putze | DeutschlandManuel Machata Marko Hübenbecker Andreas Bredau Christian Poser | LettlandEdgars Maskalāns Daumants Dreiškens Uģis Žaļims Intars Dambis |

| 7. Weltcup in Whistler, 2. Februar 2012 – 4. Februar 2012 | 7. Weltcup in Whistler, 2. Februar 2012 – 4. Februar 2012                 | 7. Weltcup in Whistler, 2. Februar 2012 – 4. Februar 2012                        | 7. Weltcup in Whistler, 2. Februar 2012 – 4. Februar 2012    |
| --------------------------------------------------------- | ------------------------------------------------------------------------- | -------------------------------------------------------------------------------- | ------------------------------------------------------------ |
| Disziplin                                                 | Erster Platz                                                              | Zweiter Platz                                                                    | Dritter Platz                                                |
| Zweierbob Damen                                           | Kaillie Humphries Emily Baadsvik                                          | Sandra Kiriasis Berit Wiacker                                                    | Helen Upperton Shelly-Ann Brown                              |
| Zweierbob Herren                                          | Lyndon Rush Jesse Lumsden                                                 | Maximilian Arndt Martin Putze                                                    | Beat Hefti Thomas Lamparter                                  |
| Viererbob Herren                                          | RusslandAlexander Subkow Filipp Jegorow Dmitri Trunenkow Maxim Mokroussow | RusslandAlexander Kasjanow Denis Moisseitschenkow Maxim Belugin Nikolai Chrenkow | KanadaLyndon Rush Jesse Lumsden Cody Sorensen Neville Wright |

| 8. Weltcup in Calgary, 9. Februar 2012 – 11. Februar 2012 | 8. Weltcup in Calgary, 9. Februar 2012 – 11. Februar 2012                  | 8. Weltcup in Calgary, 9. Februar 2012 – 11. Februar 2012      | 8. Weltcup in Calgary, 9. Februar 2012 – 11. Februar 2012                 |
| --------------------------------------------------------- | -------------------------------------------------------------------------- | -------------------------------------------------------------- | ------------------------------------------------------------------------- |
| Disziplin                                                 | Erster Platz                                                               | Zweiter Platz                                                  | Dritter Platz                                                             |
| Zweierbob Damen                                           | Kaillie Humphries Jennifer Ciochetti                                       | Anja Schneiderheinze Lisette Thöne                             | Sandra Kiriasis Petra Lammert                                             |
| Zweierbob Herren                                          | Beat Hefti Thomas Lamparter                                                | Manuel Machata Andreas Bredau                                  | Maximilian Arndt Kevin Kuske                                              |
| Viererbob Herren                                          | DeutschlandManuel Machata Marko Hübenbecker Andreas Bredau Christian Poser | DeutschlandMaximilian Arndt Jan Speer Kevin Kuske Martin Putze | RusslandAlexander Subkow Filipp Jegorow Dmitri Trunenkow Maxim Mokroussow |

## Gesamtstand und erreichte Platzierungen im Zweierbob der Frauen
Endstand nach 8 Rennen 
| Rang | Pilotin                    | IGL | LAP | WIB | ALT | KÖN | SMT | WHI | CAL | Punkte |
| ---- | -------------------------- | --- | --- | --- | --- | --- | --- | --- | --- | ------ |
| 01   | Cathleen Martini           | 05  | 02  | 01  | 01  | 01  | 02  | 04  | 05  | 1655   |
| 02   | Anja Schneiderheinze       | 01  | 04  | 02  | 04  | 06  | 01  | 07  | 02  | 1598   |
| 03   | Sandra Kiriasis            | 02  | 05  | 07  | 02  | 04  | 03  | 02  | 03  | 1574   |
| 04   | Fabienne Meyer             | 06  | 03  | 03  | 03  | 02  | 07  | 06  | 08  | 1490   |
| 05   | Kaillie Humphries          | 07  | 01  | 10  | 0   | 02  | 04  | 01  | 01  | 1389   |
| 06   | Anastasia Tambovtseva      | 09  | 09  | 08  | 07  | 07  | 05  | 05  | 10  | 1312   |
| 07   | Christina Baumann-Hengster | 03  | 07  | 05  | 06  | 11  | 06  | 13  | 11  | 1296   |
| 08   | Olga Fedorova              | 08  | 06  | 06  | 12  | 09  | 16  | 09  | 09  | 1192   |
| 09   | Bree Schaaf                | 11  | 11  | 09  | 05  | 15  | 14  | 08  | 07  | 1152   |
| 10   | Paula Walker               | 10  | 10  | 12  | 08  | 07  | 13  | 15  | 06  | 1144   |
| 11.  | Astrid Radjenovic          | 13  | 14  | 16  | 09  | 10  | 10  | 10  | 13  | 1032   |
| 12.  | Elana Meyers               | 03  | 08  | 04  | –   | 05  | 09  | –   | –   | 0888   |
| 13.  | Victoria Tokovaya          | 14  | 12  | 14  | 11  | 14  | 12  | –   | 14  | 0840   |
| 14.  | Jazmine Fenlator           | 11  | 13  | 13  | –   | 12  | 08  | –   | –   | 0664   |
| 15.  | Elfje Willemsen            | 15  | 0   | 15  | 13  | 13  | 15  | –   | –   | 0552   |
| 16.  | Eva Willemarck             | 17  | 0   | 18  | 15  | 16  | 18  | –   | –   | 0448   |
| 17.  | Carmen Tronescu            | 16  | –   | 19  | 14  | 17  | 20  | –   | –   | 0656   |
| 18.  | Helen Upperton             | –   | –   | –   | –   | –   | –   | 04  | 03  | 0392   |
| 19.  | Oana Eugenia Diaconu       | 18  | –   | 20  | 15  | –   | 19  | –   | –   | 0326   |
| 20.  | Jennifer Ciochetti         | –   | –   | 11  | –   | –   | –   | 12  | –   | 0264   |
| 21.  | Jamie Greubel              | –   | –   | –   | –   | –   | –   | 11  | 12  | 0264   |
| 22.  | Megan Hill                 | –   | –   | –   | –   | –   | –   | 14  | 16  | 0208   |
| 23.  | Heather Patterson          | –   | –   | 17  | –   | –   | –   | –   | 15  | 0192   |
| 24.  | Caroline Spahni            | –   | –   | –   | 10  | –   | –   | –   | –   | 0144   |
| 25.  | Tamaris Dennler-Allemann   | –   | –   | –   | –   | –   | 11  | –   | –   | 0136   |
| 26.  | Victoria Olaoye            | –   | –   | –   | –   | –   | 17  | –   | –   | 0088   |

## Gesamtstand und erreichte Platzierungen im Zweierbob der Herren
Endstand nach 8 Rennen 
| Rang | Pilot                   | Land                   | IGL | LAP | WIB | ALT | KÖN | SMT | WHI | CAL | Punkte |
| ---- | ----------------------- | ---------------------- | --- | --- | --- | --- | --- | --- | --- | --- | ------ |
| 01   | Beat Hefti              | Schweiz                | 1   | 3   | 2   | 3   | 1   | 2   | 3   | 1   | 1695   |
| 02   | Maximilian Arndt        | Deutschland            | 7   | 4   | 4   | 2   | 6   | 1   | 2   | 3   | 1573   |
| 03   | Alexander Subkow        | Russland               | 9   | 8   | 7   | 4   | 5   | 5   | 4   | 5   | 1416   |
| 04   | Lyndon Rush             | Kanada                 | 6   | 5   | 7   | −   | 2   | 6   | 1   | 4   | 1339   |
| 05   | Manuel Machata          | Deutschland            | 8   | 7   | 23  | 8   | 3   | 3   | 5   | 2   | 1332   |
| 06   | Oskars Melbārdis        | Lettland               | 4   | 9   | 3   | 6   | 9   | 9   | −   | 6   | 1200   |
| 07   | Gregor Baumann          | Schweiz                | 10  | 12  | 10  | 7   | 4   | 7   | 14  | 10  | 1200   |
| 08   | Patrice Servelle        | Monaco                 | 5   | 15  | 8   | 16  | 7   | 8   | 7   | 9   | 1192   |
| 09   | Steven Holcomb          | Vereinigte Staaten     | 3   | 2   | 13  | 5   | 10  | 4   | −   | −   | 1050   |
| 10   | Edwin van Calker        | Niederlande            | 12  | 10  | 5   | 18  | 11  | 14  | 13  | 11  | 1040   |
| 11   | Alexander Kasjanow      | Russland               | 10  | 13  | 21  | 11  | 15  | 10  | 6   | 16  | 982    |
| 12   | Thomas Florschütz       | Deutschland            | 2   | 1   | 1   | 1   | −   | −   | −   | −   | 885    |
| 13   | Simone Bertazzo         | Italien                | 14  | 22  | 12  | 20  | 16  | 11  | 10  | 14  | 852    |
| 14   | Nicolae Istrate         | Rumänien               | 17  | −   | 20  | 15  | 13  | 15  | 7   | 12  | 780    |
| 15   | Edgars Maskalans        | Lettland               | 15  | 16  | 11  | 22  | 17  | 13  | −   | 16  | 696    |
| 16   | John Napier             | Vereinigte Staaten     | 18  | 11  | 14  | 17  | 12  | 16  | −   | −   | 640    |
| 17   | John Jackson            | Vereinigtes Königreich | −   | 14  | 18  | 14  | −   | 22  | 12  | 19  | 562    |
| 18   | Nikita Sacharow         | Russland               | −   | −   | 16  | 9   | 20  | 12  | −   | 18  | 524    |
| 19   | Dawid Kupczyk           | Polen                  | 22  | 19  | 27  | 21  | 19  | 21  | 16  | 22  | 512    |
| 20   | Ugis Zalims             | Lettland               | 23  | 17  | 22  | 10  | 21  | 24  | −   | 23  | 495    |
| 21   | Jan Vrba                | Tschechien             | 21  | −   | 14  | 12  | 18  | 17  | −   | −   | 470    |
| 22   | Jürgen Loacker          | Österreich             | 19  | −   | 19  | 12  | 14  | 19  | −   | −   | 462    |
| 23   | Chris Spring            | Kanada                 | 13  | 6   | 9   | −   | −   | −   | −   | –   | 448    |
| 24   | Thibault Godefroy       | Frankreich             | 24  | 20  | 24  | 24  | 22  | 27  | 18  | 26  | 407    |
| 25   | Vuk Radenovic           | Serbien                | 27  | 24  | 26  | 25  | 23  | 18  | −   | 21  | 345    |
| 26   | Milan Jagnesak          | Slowakei               | –   | 23  | 25  | 23  | 25  | 26  | 19  | 24  | 335    |
| 27   | Francesco Friedrich     | Deutschland            | −   | −   | −   | –   | –   | 0   | 11  | 7   | 304    |
| 28   | Rico Peter              | Schweiz                | 16  | –   | 17  | 19  | –   | –   | –   | –   | 258    |
| 29   | Nick Cunningham         | Vereinigte Staaten     | –   | –   | –   | −   | –   | –   | 9   | 15  | 256    |
| 30   | Justin Kripps           | Kanada                 | –   | –   | –   | –   | –   | –   | 17  | 8   | 248    |
| 31   | Mateusz Luty            | Polen                  | 26  | 21  | 28  | 27  | 24  | 25  | –   | –   | 243    |
| 32   | Cory Butner             | Vereinigte Staaten     | –   | −   | −   | –   | –   | –   | 15  | 13  | 224    |
| 33   | Benjamin Schmid         | Deutschland            | −   | −   | −   | –   | 7   | –   | –   | –   | 168    |
| 34   | Dorin Alexandru Grigore | Rumänien               | 25  | –   | 29  | 28  | 26  | 28  | –   | –   | 156    |
| 35   | Alexey Gorlachev        | Russland               | 20  | 18  | –   | –   | –   | –   | –   | –   | 148    |
| 36   | Heath Spence            | Australien             | –   | –   | –   | –   | –   | –   | 20  | 20  | 136    |
| 37   | Martin Galliker         | Schweiz                | –   | –   | –   | –   | –   | 20− | −   | −   | 68     |
| 38   | Will Golder             | Vereinigtes Königreich | –   | –   | –   | –   | –   | 23  | −   | −   | 50     |
| 39   | Kim Dong-hyun           | Südkorea               | –   | –   | –   | −   | −   | –   | 0   | 25  | 40     |
| 40   | Michael Serise          | Belgien                | –   | –   | –   | 26  | –   | −   | −   | –   | 36     |

## Gesamtstand und erreichte Platzierungen im Viererbob der Herren
Endstand nach 8 Rennen 
| Rang | Pilot                   | Land                   | IGL | LAP | WIB | ALT | KÖN | SMT | WHI | CAL | Punkte |
| ---- | ----------------------- | ---------------------- | --- | --- | --- | --- | --- | --- | --- | --- | ------ |
| 01   | Alexander Subkow        | Russland               | 1   | 5   | 2   | 2   | 1   | 4   | 1   | 3   | 1671   |
| 02   | Maximilian Arndt        | Deutschland            | 7   | 2   | 6   | 1   | 3   | 1   | 4   | 2   | 1606   |
| 03   | Manuel Machata          | Deutschland            | 6   | 1   | 7   | 5   | 2   | 2   | 6   | 1   | 1574   |
| 04   | Alexander Kasjanow      | Russland               | 4   | 4   | 5   | 6   | 5   | 13  | 2   | 8   | 1418   |
| 05   | Oskars Melbārdis        | Lettland               | 8   | 10  | 3   | 7   | 4   | 8   | −   | 4   | 1216   |
| 06   | Edgars Maskalans        | Lettland               | 5   | 8   | 8   | 4   | 11  | 3   | −   | 6   | 1208   |
| 07   | Steven Holcomb          | Vereinigte Staaten     | 2   | 6   | 4   | 9   | 6   | 4   | −   | −   | 1098   |
| 08   | Lyndon Rush             | Kanada                 | 13  | 11  | 20  | −   | 8   | 7   | 3   | 5   | 1036   |
| 09   | Edwin van Calker        | Niederlande            | 11  | 7   | 9   | 7   | 18  | 11  | −   | 7   | 1008   |
| 10   | Gregor Baumann          | Schweiz                | 9   | 14  | 11  | 12  | 10  | 9   | −   | 14  | 936    |
| 11   | Thomas Florschütz       | Deutschland            | 3   | 3   | 1   | 3   | −   | −   | −   | −   | 825    |
| 12   | Simone Bertazzo         | Italien                | 15  | 20  | 12  | 15  | 19  | 21  | 5   | 16  | 820    |
| 13   | Dawid Kupczyk           | Polen                  | 17  | 16  | 0   | 17  | 16  | 18  | 10  | 13  | 712    |
| 14   | John Napier             | Vereinigte Staaten     | 12  | 13  | 15  | 16  | 13  | 12  | −   | −   | 696    |
| 15   | Jürgen Loacker          | Österreich             | 14  | −   | 13  | 10  | 7   | 15  | −   | −   | 648    |
| 16   | Nicolae Istrate         | Rumänien               | 20  | −   | 18  | 14  | 17  | 22  | 11  | 15  | 644    |
| 17   | John Jackson            | Vereinigtes Königreich | −   | 15  | 19  | −   | −   | 14  | 8   | 10  | 594    |
| 18   | Jan Vrba                | Tschechien             | 18  | −   | 15  | 11  | 14  | 19  | −   | −   | 506    |
| 19   | Chris Spring            | Kanada                 | 10  | 9   | 10  | −   | −   | −   | −   | −   | 440    |
| 20   | Nikita Sacharow         | Russland               | −   | −   | 14  | −   | 15  | 20  | −   | 11  | 420    |
| 21   | Milan Jagnesak          | Slowakei               | −   | 18  | 21  | 20  | 21  | 24  | −   | 19  | 391    |
| 22   | Mateusz Luty            | Polen                  | 21  | 17  | −   | 22  | 22  | 23  | −   | −   | 312    |
| 23   | Vuk Radenovic           | Serbien                | 23  | 21  | 23  | −   | 23  | 26  | −   | 21  | 310    |
| 24   | Rico Peter              | Schweiz                | 16  | −   | 17  | 13  | −   | −   | −   | −   | 304    |
| 25   | Dorin Alexandru Grigore | Rumänien               | 22  | −   | 22  | 18  | 20  | 25  | −   | −   | 300    |
| 26   | Justin Kripps           | Kanada                 | –   | −   | −   | −   | −   | −   | −   | −   | 280    |
| 27   | Francesco Friedrich     | Deutschland            | −   | −   | −   | −   | –   | 10  | −   | 12  | 272    |
| 28   | Nick Cunningham         | Vereinigte Staaten     | 16  | –   | −   | −   | –   | –   | 9   | 17  | 240    |
| 29   | Patrice Servelle        | Monaco                 | –   | –   | –   | −   | 12  | 16  | −   | −   | 224    |
| 30   | Alexey Gorlachev        | Russland               | 19  | 12  | –   | –   | –   | –   | −   | −   | 202    |
| 31   | Won Yun-jong            | Südkorea               | −   | −   | −   | −   | −   | −   | 13  | 18  | 200    |
| 32   | Thibault Godefroy       | Frankreich             | 24  | 19  | −   | 21  | –   | –   | −   | −   | 181    |
| 33   | Heath Spence            | Australien             | −   | −   | −   | –   | −   | –   | 14  | 20  | 180    |
| 34   | Beat Hefti              | Schweiz                | 25  | –   | −   | −   | −   | 6   | –   | –   | 176    |
| 35   | Cory Butner             | Vereinigte Staaten     | −   | −   | –   | –   | –   | –   | 7   | 0   | 168    |
| 36   | Oliver Harrass          | Deutschland            | –   | –   | –   | –   | 9   | –   | −   | −   | 152    |
| 37   | Martin Galliker         | Schweiz                | –   | –   | –   | –   | –   | 17  | −   | −   | 88     |
| 38   | Michael Serise          | Belgien                | –   | –   | –   | 19  | –   | −   | −   | −   | 74     |
| 39   | Will Golder             | Vereinigtes Königreich | –   | –   | –   | −   | −   | 27  | −   | −   | 32     |

## Gesamtstand Kombination der Herren
Für die Wertung der Kombination werden die Punkte aus den Ergebnissen des Zweier- und Viererbobs addiert.
| Rang | Pilot                   | 2er  | 4er  | Gesamtpunkte |
| ---- | ----------------------- | ---- | ---- | ------------ |
| 01   | Maximilian Arndt        | 1573 | 1606 | 3179         |
| 02   | Alexander Subkow        | 1416 | 1671 | 3087         |
| 03   | Manuel Machata          | 1332 | 1574 | 2906         |
| 04   | Oskars Melbardis        | 1200 | 1216 | 2416         |
| 05   | Alexander Kasjanow      | 0982 | 1418 | 2400         |
| 06   | Lyndon Rush             | 1339 | 1036 | 2375         |
| 07   | Steven Holcomb          | 1050 | 1098 | 2148         |
| 08   | Gregor Baumann          | 1200 | 0936 | 2136         |
| 09   | Edwin van Calker        | 1040 | 1008 | 2048         |
| 10   | Edgars Maskalans        | 0696 | 1208 | 1904         |
| 11   | Beat Hefti              | 1695 | 0176 | 1871         |
| 12   | Thomas Florschütz       | 0885 | 0825 | 1710         |
| 13   | Simone Bertazzo         | 0852 | 0820 | 1672         |
| 14   | Nicolae Istrate         | 0780 | 0644 | 1424         |
| 15   | Patrice Servelle        | 1192 | 0224 | 1416         |
| 16   | John Napier             | 0640 | 0696 | 1766         |
| 17   | Dawid Kupczyk           | 0512 | 0712 | 1224         |
| 18   | John Jackson            | 0562 | 0594 | 1156         |
| 19   | Jürgen Loacker          | 0462 | 0648 | 1110         |
| 20   | Jan Vrba                | 0470 | 0506 | 0976         |
| 21   | Nikita Sacharow         | 0524 | 0420 | 0944         |
| 22   | Christopher Spring      | 0448 | 0440 | 0888         |
| 23   | Milan Jagnesak          | 0335 | 0391 | 0726         |
| 24   | Vuk Radenovic           | 0345 | 0310 | 0655         |
| 25   | Thibault Godefroy       | 0407 | 0181 | 0588         |
| 26   | Francesco Friedrich     | 0304 | 0272 | 0576         |
| 27   | Rico Peter              | 0258 | 0304 | 0562         |
| 28   | Mateusz Luty            | 0243 | 0312 | 0555         |
| 29   | Justin Kripps           | 0248 | 0280 | 0528         |
| 30   | Nick Cunningham         | 0256 | 0240 | 0496         |
| 31   | Dorin Alexandru Grigore | 0156 | 0300 | 0456         |
| 32   | Cory Butner             | 0224 | 0168 | 0392         |
| 33   | Alexey Gorlachev        | 0148 | 0202 | 0350         |
| 34   | Heath Spence            | 0136 | 0180 | 0316         |
| 35   | Martin Galliker         | 0068 | 0088 | 0156         |
| 36   | Michael Serise          | 0036 | 0074 | 0110         |
| 37   | Will Golder             | 0050 | 0032 | 0082         |